# Omar Benlaâla
Omar Benlaâla, né le 21 janvier 1974 à Paris, est un écrivain français. 

## Biographie
Omar Benlaâla naît à Paris de parents venus s’installer en France après l’indépendance algérienne. Précocement déscolarisé en classe de 3e, il vagabonde quelques années avant d’accepter l’invitation d’un ami qui lui propose de le suivre à la mosquée de son quartier, dans le XXe arrondissement de Paris. Il s’engage alors dans le mouvement tabligh, et parcourt le monde comme prêcheur avant de poursuivre sa quête spirituelle à Chypre, chez un maître soufi, Sheikh Nazim. Il raconte cette expérience dans son premier livre, La Barbe, publié aux éditions du Seuil en 2015. 
En 2014, Omar Benlaâla rédige un court texte mis en ligne sur le site Raconter la vie. Ce texte est remarqué par Pierre Rosanvallon qui lui propose d’en faire un livre. La Barbe paraît le 15 janvier 2015. Dans un contexte de forte préoccupation autour de la question de l’engagement des jeunes en religion, notamment dans l’islam, ce livre fait l’objet d’une importante réception médiatique (Le Grand Journal, Le Figaro, Les Inrocks, Le Monde, etc.), et son auteur est régulièrement invité à en parler, en librairie mais également en maison d’arrêt et à l’université, ainsi qu’au CNRS où il est invité à présenter son travail par les sociologues Jean-François Laé et Michel Kokoreff. 
Il participe à de nombreuses rencontres pour présenter son livre, notamment avec Olivier Roy, Pierre-Jean Luizard, Emmanuel Todd, Abdallah Taïa, Negar Djavadi ou François Bégaudeau.
Début 2016, en plein débat sur la déchéance de nationalité aux binationaux nés français à la suite des attentats du 13 novembre 2015, Omar Benlaâla écrit L’Effraction, en réaction à la publication d’Histoire de la violence d’Édouard Louis. Dans ce livre, l’auteur raconte le vol, le viol et la tentative d’assassinat dont il se dit victime de la part d’un maghrébin prénommé Reda qui n’a pratiquement jamais la parole dans le récit. Omar Benlaala renverse la perspective en mettant en scène un autre Réda, qui répond aux questions d’un sociologue sur la sexualité des jeunes issus de l’immigration maghrébine.
Son troisième livre, Tu n’habiteras jamais Paris, sortira en septembre 2018 aux éditions Flammarion. Il raconte le parcours de son père, maçon venu d’Algérie en 1963 pour construire Paris. Une histoire croisée avec celle d’un autre maçon du XIXe siècle, immigré de l’intérieur, Martin Nadaud. Comme les précédents, ce récit fait l’objet d’une importante réception médiatique : dans le journal Libération, Le Point, sur France Culture ou l'émission 28 minutes sur Arte.
Tu n’habiteras jamais Paris remporte en 2019 le Prix littéraire de la Porte Dorée.
Le 21 janvier 2024 sort D'en bas on voit mieux le ciel, un thriller publié par PoM Culture qu'il crée avec la philosophe Pauline Mandret-Moricau[réf. souhaitée]. 